# Hornungia alpina
Hornungia alpina là một loài thực vật có hoa trong họ Cải. Loài này được (L.) O.Appel mô tả khoa học đầu tiên năm 1997.